# Justicia pilosella
Justicia pilosella là một loài thực vật có hoa trong họ Ô rô. Loài này được (Nees) Hilsenb. mô tả khoa học đầu tiên năm 1990.